# Идеон
Идеон — первый шведский технопарк, основанный в г. Лунде в 1983 г.
Идеон тесно сотрудничает с высшими учебными заведениями в г. Лунд, который с XVII в. является традиционным центром университетского образования. В 2001 г. в парке функционировало примерно 170 фирм, в которых было занято 2 тыс. сотрудников. Свою деятельность в Лунде осуществляют 15 вузов, в которых обучаются 120 тыс. студентов.
В Идеоне для компаний созданы идеальные условия — здесь имеются банки, конференц-залы, общежития, хорошо функционирующий телекоммуникационный сервис и, прежде всего, молодые перспективные кадры.
Общая площадь лабораторий в настоящее время составляет около 100 тыс. м2. Преобладающими сферами деятельности являются биотехнология, фармацевтика, информационные технологии и электроника. Один только Технологический институт г. Лунда основал в технопарке (при поддержке фирмы «Эрикссон» и др.) ряд инновационных фирм, разрабатывающих специальные чипы и технологии их производства. Поэтому технопарк «Идеон» также называют шведской «Кремниевой долиной».
«Бизнес-центр Идеона» представляет инновационным фирмам юридические консультации, оказывает помощь в области маркетинга, в разработке бизнес-планов, поиске источников финансирования и инвесторов.
В технопарке есть инкубатор «Идеон гринхаус», созданный университетом в Лунде совместно со шведской инвестиционной компанией «ИКАНО» и фирмой «Текнопол».